# LynxOS
LynxOS（リンクスオーエス）は、Lynx Software Technologies社（旧LynuxWorks社、Lynx Real-Time Systems社）が開発したUNIXライクなリアルタイムオペレーティングシステム。POSIX.1、POSIX.1b、POSIX.1cをサポートするPOSIX互換であり、Linuxのアプリケーションバイナリインタフェース (ABI) とも互換性がある。
アビオニクス・防衛・プロセス制御・電気通信各業界の組み込みシステムに多用されている。X Window SystemなどGUIも動作する。

## 沿革
1986年、テキサス州ダラスでモトローラ（現・フリースケール・セミコンダクタ）のMC68010向けOSとして最初のバージョンが開発された。1988年から1989年にかけて、インテルの80386向けに移植。1989年前後にABIがUNIX System V Release 3互換となった。
その後、Linuxなどの他のOSとの互換性も追加された。Usenetのニュースグループではcomp.os.lynxでLynxOSの話題を扱っている。